# باشگاه فوتبال هرتابرلین
باشگاه ورزشی هرتابرلین که معمولاً به عنوان هرتا بی‌اس‌سی (BSC) یا به سادگی هرتا شناخته شده است، یک باشگاه فوتبال آلمانی مستقر در شهر برلین است. میشائل پریتز با ۱۰۸ گل بهترین گلزن تاریخ این باشگاه است.
هرتابرلین در سال ۱۸۹۲ تأسیس شد و یکی از اعضای مؤسس فدراسیون فوتبال آلمان در لایپزیگ در سال ۱۹۰۰ بود. این تیم در سال ۱۹۳۰ و ۱۹۳۱ موفق به کسب قهرمانی آلمان شد.
تنها افتخار اروپایی این تیم حضور در نیمه نهایی لیگ اروپا است.

## بازیکنان ایرانی
- علی دایی با پیراهن هرتابرلین موفق به باز کردن دروازه تیم چلسی و تیم میلان شد.
- اشکان دژاگه
- شروین رجبعلی فردی
- امید نظری